# Jans Koster
Jans Koster (1938) es una deportista neerlandesa que compitió en natación. Ganó una medalla de oro en el Campeonato Europeo de Natación de 1958 en la prueba de 400 m libre.

## Palmarés internacional
| Campeonato Europeo | Campeonato Europeo | Campeonato Europeo | Campeonato Europeo |
| Año                | Lugar              | Medalla            | Prueba             |
| ------------------ | ------------------ | ------------------ | ------------------ |
| 1958               | Budapest (Hungría) | Medalla de oro     | 400 m libre        |